# Old People
Old People ist ein deutscher Horrorfilm aus dem Jahr 2022. Regisseur ist Andy Fetscher, der auch das Drehbuch schrieb. Der Film wurde für den Streaming-Anbieter Netflix produziert.

## Handlung
Malick und Sanna feiern in Sannas Heimatdorf an der ostdeutschen Küste Hochzeit. Eingeladen sind unter anderem Sannas in Berlin lebende Schwester Ella mit ihren beiden Kindern Laura und Noah. Laura freut sich dabei auf ein Wiedersehen mit ihrem ehemaligen Schwarm Alex. Ebenfalls eingeladen ist der Vater von Laura und Noah, Ellas vor Ort lebender Ex-Mann Lukas, mit seiner neuen Freundin Lisa. Auch Sannas und Ellas Vater Aike soll kommen, der im örtlichen Altersheim lebt und in den letzten Jahren wenig Kontakt zu seinen Töchtern hatte. Ella, ihre Kinder und „Opa“ Aike sollen im Haus von Malick und Sanna übernachten, Malick und Sanna selbst in einem Nebengebäude. Die übrigen nicht vor Ort wohnenden Hochzeitsgäste sind im Hotel des Dorfes untergebracht.
Ella, Laura und Noah holen Opa Aike im Altersheim ab. Das Dorf ist schwer heruntergekommen, fast alle jungen Bewohner sind weggezogen, und das unheimliche Altersheim ist in einem entsetzlichen Zustand. Viel zu wenige Pfleger kümmern sich um viel zu viele Alte, die unter menschenunwürdigen Umständen vor sich hinvegetieren und teils seit Jahren ihre Familien nicht mehr gesehen haben. Aike schaut apathisch aus dem Fenster und reagiert nicht auf Ansprache, kann aber von seinen Angehörigen ins Auto bugsiert und zur Hochzeit gebracht werden. Die Hochzeit ist für alle ein tolles Ereignis. Die Bewohner des Altersheims bestaunen aus den Fenstern heraus die Lichter der Feier und lauschen wehmütig der Musik. Als ein Pfleger eine Bewohnerin mit Gewalt vom Fenster wegzerren will, eskaliert die Situation: Angeführt von einem langhaarigen alten Mann wenden sich die Senioren gegen den Pfleger, überwältigen ihn und eine herbeieilende Pflegerin und töten beide bestialisch.
Die Hochzeit wird durch einsetzenden Regen beendet. Alle sind bester Laune, nur zwischen Lukas und Lisa ist die Stimmung getrübt, da Lisa eifersüchtig auf Ella ist. Die auswärtigen Gäste machen sich auf den Weg zum Hotel, wenig später treten Lukas und Lisa ihre Heimfahrt an. Nachdem Aike zu Bett gebracht ist, gehen Ella und die Kinder im Haupthaus schlafen, während sich Malick und Sanna in das Nebengebäude zurückziehen. Der langhaarige Alte dringt in das Nebengebäude ein, überrascht Malick und Sanna beim Liebesspiel und tötet beide.
Die im Haupthaus verbliebene Familie sieht sich einem Angriff der versammelten Senioren ausgesetzt. Zeitgleich stoßen Lukas und Lisa am Rande des Dorfes auf dessen betagte Einwohner, die die übrigen Hochzeitsgäste abgefangen und getötet haben – nicht nur im Altersheim, sondern überall im Land haben sich die Alten gegen die Jungen verschworen. Lukas und Lisa fliehen zurück zum Haus und stoßen zu Ella, Laura und Noah. Mehrere Angriffswellen können mit Mühe abgewehrt werden. Lukas und Ella kommen sich dabei wieder näher. Lisas Eifersucht treibt sie zu einem drastischen Schritt: Sie schlägt in einem unbeobachteten Moment Ella nieder und bugsiert sie aus dem Haus in die Reichweite der Alten. Beim Versuch, seine Frau zu retten, kommen sowohl Lukas als auch Ella zu Tode. Lisa begeht Selbstmord. Die beiden Kinder können durch einen unterirdischen Gang zunächst ins Nebengebäude fliehen, werden dort aber vom langhaarigen Alten gestellt, der Laura zu töten sucht. Im Angesicht ihres Todes singen Laura und Noah ein Lied, das ihnen als „Familienlied“ gilt. Der anwesende Opa Aike kommt dadurch zur Besinnung und tötet den langhaarigen Alten.
Laura, Noah und Opa Aike können zum Strand fliehen, an dem sie Alex mit einem Motorboot abholt. In den letzten Einstellungen wird deutlich, dass weltweit ein Kampf Alt gegen Jung tobt.

## Entstehungsgeschichte

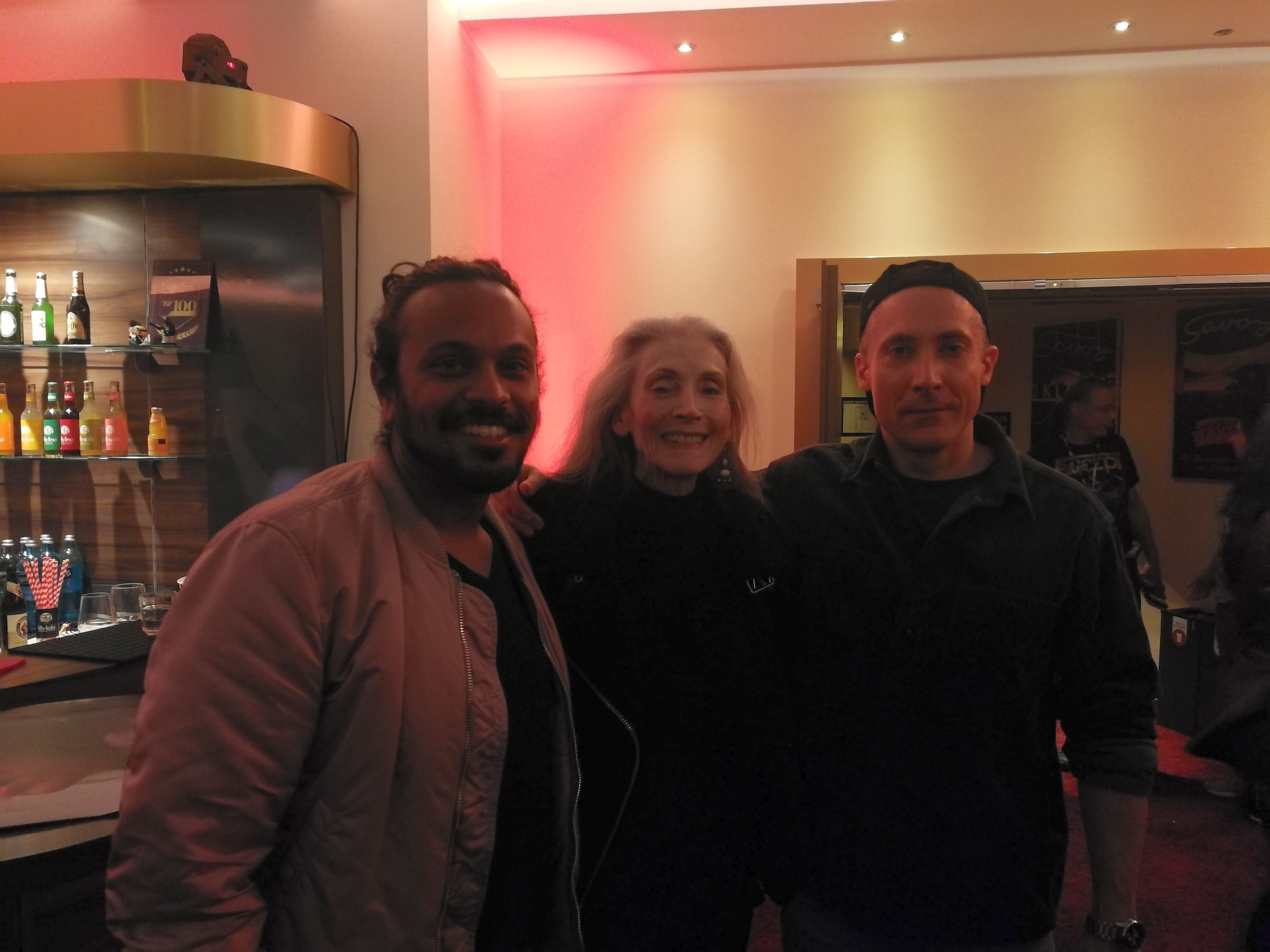
Richard Manualpillai, Eveline Hall und Andy Fetscher (2022, von links)

Arbeitstitel des Films war „Saalheim (AT)“. In einer frühen Fassung des Drehbuchs sollte der Film auf Sylt spielen. Kurz vor dem geplanten Drehbeginn in Deutschland musste das Team aus finanziellen Gründen auf Lokalitäten in Polen ausweichen. Eveline Hall als Darstellerin einer distinguierten, langhaarigen Seniorin stieß erst einen Tag vor Drehbeginn zum Team, da die eigentlich vorgesehene Darstellerin erkrankt war und der Drehplan nicht verschoben werden konnte.
Die Produktionsfirmen waren neben Netflix die deutsche Constantin Television und die polnische Arbor Films. Für die Ausstrahlung auf Netflix wurde der Film auf mehrere Sprachen synchronisiert.
Der Film feierte seine Premiere am 8. September 2022 auf dem Fantasy Filmfest in Berlin. Der Start auf Netflix erfolgte am 7. Oktober 2022.

## Rezeption
| Wertungen    |      |
| Wortvogel.de | 3/10 |

Wortvogel.de urteilt Bezug nehmend auf Regisseur Fetschers Film Urban Explorer von 2011, die Dialoge seien diesmal noch plumper und die Dramaturgie noch plakativer. Die grundlegende Konzeptionierung, dass alte Menschen anlasslos Superkräfte entwickeln, ergäbe keinen Sinn, so dass sämtliche Bedrohungsszenarien konstruiert wirkten und den Film so unfreiwillig komisch wirken ließen. Die sozialkritische Grundidee des Films verliere so ihren Wert. Lob hatte Redakteur Torsten Dewi für die Darsteller und die „exzellente“ Kameraarbeit übrig. Kino-Zeit.de gesteht dem Film eine sehr gute Ausgangsidee zu. Redakteurin Teresa Vena sah einen „urzeitlichen Dämon“ am Werk, der den Senioren ihre übermenschlichen Kräfte verleihe. Sie beurteilte den Film als zunächst dramaturgisch und visuelle sehr konventionell, zudem verkomme er zeitweilig unfreiwillig zur Satire. Mit dem Angriff der Alten auf die Hochzeitsgesellschaft nähme der Film dann Rhythmus und eine eigene Ästhetik auf. Die moralisch belehrende Ebene des Films sei aufdringlich bis unerträglich. Eine Stärke des Films sah Vena in seinen Schockmomenten. Nischenkino.de hielt fest, dass Regisseur Fetscher in seinem sehr stromlinienförmig inszenierten Horrorfilm schnell zur Sache komme und die Fronten zwischen Charaktergruppen dabei glasklar aufteile. Dabei würden „die gesellschaftskritischen Zwischentöne (…) eher holzhammermäßig in die Schädel des Publikums gezimmert“. Fetschers Vorgehensweise sei wenig subtil, die Familiengeschichte teils recht rührselig. Im Positiven sei Old People aber ein „ansonsten sehr ordentlich inszenierter Horrorreißer, der temporeich durch die Geschichte pflügt und seine atmosphärischen Bilder mit einer hervorragenden Kameraarbeit schmückt“.